# Farga Rossell
A Farga Rossell (em português:  Forja Rossell) é um museu andorrano dedicado à etnologia, especificamente ao trabalho do ferro, que situa-se na avenida Través da paróquia de La Massana. É um centro de interpretação do ferro onde a forja havia sido construída entre 1842 e 1846, sendo considerado uma das poucas forjas de Andorra. A transformação do ferro e a sua comercialização no mercado catalão são detalhadas no centro.
O museu foi declarado como Bem de Interesse Cultural pelo governo andorrano a 16 de julho de 2003, na categoria de monumento.